# 1322
| [ Edytuj tabelę ]                          |                                                                           |
| Król Polski                                | - 1320 Władysław I Łokietek 1333                                          |
| Król Albanii                               | - 1301 Filip I 1332                                                       |
| Współksiążęta Andory                       | - 1309 Ramon Trebailla 1326 - 1315 Gaston II 1343                         |
| Król Angkoru                               | - 1307 Idradżajawarman 1327                                               |
| Król Anglii                                | - 1307 Edward II 1327                                                     |
| Król Aragonii i Walencji, hrabia Barcelony | - 1291 Jakub II Sprawiedliwy 1327                                         |
| Margrabia Brandenburgii                    | - 1320 Ludwik 1351                                                        |
| Książę Burgundii                           | - 1315 Eudes IV 1349                                                      |
| Książę Dolnej Bawarii                      | - 1309 Otto IV 1334 - 1309 Henryk XIV Bawarski 1339 - 1312 Henryk XV 1333 |
| Książę Górnej Bawarii                      | - 1294 Ludwik III 1340                                                    |
| Cesarz Bizancjum                           | - 1282 Andronik II Paleolog 1328                                          |
| Car Bułgarii                               | - 1300 Teodor Swetosław 1322 - 1322 Jerzy II Terter 1323                  |
| Cesarz Chin                                | - 1321 Yingzong 1323                                                      |
| Król Cypru                                 | - 1310 Henryk II 1324                                                     |
| Król Czech                                 | - 1310 Jan Luksemburski 1346                                              |
| Król Danii                                 | - 1320 Krzysztof II 1326                                                  |
| Władca Egiptu                              | - 1310 An-Nasir Muhammad 1341                                             |
| Cesarz Etiopii                             | - 1314 Amde Tsyjon I 1344                                                 |
| Król Francji                               | - 1316 Filip V Wysoki 1322 - 1322 Karol IV 1328                           |
| Król Gruzji                                | - 1314 Jerzy V Wspaniały 1346                                             |
| Hrabia Holandii                            | - 1304 Wilhelm III 1337                                                   |
| Cesarz Japonii                             | - 1318 Go-Daigo 1339                                                      |
| Kalif                                      | - 1302 Al-Mustakfi I 1340                                                 |
| Król Kastylii i Leónu                      | - 1312 Alfons XI 1350                                                     |
| Władca Korei                               | - 1313 Ch’ungsuk 1330                                                     |
| Wielki książę litewski                     | - 1316 Giedymin 1341                                                      |
| Cesarz Majapahitu                          | - 1309 Dżajanegara 1328                                                   |
| Sułtan Maroka                              | - 1310 Abu Said Usman II 1331                                             |
| Książę Mediolanu                           | - 1311 Matteo I Wielki 1322 - 1322 Galeazzo I 1327                        |
| Książę Moskwy                              | - 1303 Jerzy Daniłowicz 1325                                              |
| Król Nawarry                               | - 1316 Filip II 1322 - 1322 Karol I 1328                                  |
| Król Norwegii                              | - 1319 Magnus Eriksson 1355                                               |
| Hrabia Palatynatu                          | - 1317 Adolf Wittelsbach 1327                                             |
| Papież                                     | - 1316 Jan XXII 1334                                                      |
| Król Portugalii                            | - 1279 Dionizy I 1325                                                     |
| Książę Rusi halickiej                      | - 1308 Andrzej II 1323 - 1308 Lew II 1323                                 |
| Cesarz Rzymski (niemiecki)                 | - 1314 Ludwik IV Bawarski 1347                                            |
| Książę Saksonii                            | - 1298 Rudolf I 1356                                                      |
| Król Serbii                                | - 1321 Stefan Urosz III 1331                                              |
| Król Szkocji                               | - 1306 Robert I 1329                                                      |
| Król Szwecji                               | - 1319 Magnus Eriksson 1363                                               |
| Sułtan Turków                              | - 1299 Osman I 1324                                                       |
| Doża Wenecji                               | - 1312 Giovanni Soranzo 1328                                              |
| Król Węgier                                | - 1308 Karol Robert 1342                                                  |
| Wielki mistrz zakonu krzyżackiego          | - 1311 Karl Bessart von Trier 1324                                        |

Rok 1322 / MCCCXXII
stulecia: XIII wiek ~
XIV wiek ~
XV wiek

lata: 1312 «
1317 «
1318 «
1319 «
1320 «
1321 «
1322
» 1323
» 1324
» 1325
» 1326
» 1327
» 1332

## Wydarzenia w Polsce
- 8 maja – Sierpc otrzymało prawa miejskie - lokacja na prawie średzkim.

- Gąbin - wymieniony jako miasto.
- W Krakowie sąd ziemski przysądził kapitule katedralnej wieś Bawół, której grunty weszły później w obręb miasta Kazimierz.
- Na Śląsku powstaje niepodległe księstwo ziębickie.

## Wydarzenia na świecie
- 6 stycznia – Stefan Urosz III został koronowany na króla Serbii.
- 21 lutego – Karol IV Piękny - ostatni z przedstawicieli dynastii Kapetyngów - został koronowany w katedrze w Reims na króla Francji.
- 16 marca – wojska króla Anglii Edwarda II rozgromiły zbuntowanych baronów w bitwie pod Boroughbridge.
- 28 września – zwycięstwo wojsk bawarskich nad austriackimi w bitwie pod Mühldorf.
- 7 lutego - z Królewca wyrusza rejza krzyżacka przeciwko Litwie - uczestniczyli w niej dwaj synowie Bolka I świdnicko-jaworskiego: starszy, Bernard świdnicki i młodszy, Bolko II ziębicki, Fryderyk von Wildenberg, prowadzący stu pięćdziesięciu braci zakonnych z ziemi chełmińskiej. Wśród „gości” zakonu zostali wymienieni też hrabia Wilhelm I (V) von Jülich) i hrabia Geroldseck oraz panowie: von Lichtenberg i dwóch braci von Phlick z Czech. Wojska krzyżowców wkroczyły na terytorium Wejuki (Vaikiai), Rosienie (Raseiniai) i Ejragoła (Ariogala), niszcząc w tych okręgach grody i mordując obrońców oraz pustosząc okolicę. Trzeciego dnia wieczorem ekspedycja dotarła do grodu Pisten (Peštvènai) nad Niemnem, który następnego dnia się poddał. Następnie wyprawa ruszyła na powrót do Królewca, gdzie przybyła 28 lutego[1].
- Wzmianka o pobycie Cyganów na Krecie.

## Zmarli
- 3 stycznia – Filip V Wysoki, król Francji i Nawarry (ur. ok. 1293)[2]
- 22 kwietnia – Franciszek z Fabriano, włoski franciszkanin, błogosławiony katolicki (ur. 1251)
- 7 lipca – Peregryn z Città di Castello, franciszkanin, drugi biskup Quanzhou (ur. poł. XIII w.)
- 25 sierpnia – Beatrycze świdnicka, królowa Niemiec z dynastii Piastów (ur. ok. 1292)[3]
- 7 września – Henryk Dziwak, książę Brunszwiku (ur. 1267)[4]